# هاروکیچی هیاکوتاکه
هاروکیچی هیاکوتاکه (انگلیسی: Harukichi Hyakutake؛ ۲۵ مه ۱۸۸۸ – ۱۰ مارس ۱۹۴۷) فرد نظامی اهل ژاپن بود. او همچنین برندهٔ جوایزی همچون نشان خورشید فروزان شده‌است.